# Lucas Santos
Lucas Santos (Benavente, 26 de septiembre de 2002) es un deportista portugués que compite en gimnasia en la modalidad de trampolín.
Ganó una medalla de oro en el Campeonato Mundial de Gimnasia en Trampolín de 2022 y cuatro medallas en el Campeonato Europeo de Gimnasia en Trampolín, entre los años 2021 y 2024.
Además, consiguió una medalla de oro en los Juegos Mundiales de 2025, en la prueba sincronizada.

## Palmarés internacional
| Campeonato Mundial | Campeonato Mundial   | Campeonato Mundial | Campeonato Mundial |
| Año                | Lugar                | Medalla            | Prueba             |
| ------------------ | -------------------- | ------------------ | ------------------ |
| 2022               | Sofía (Bulgaria)     | Medalla de oro     | Equipo             |
| Campeonato Europeo |                      |                    |                    |
| Año                | Lugar                | Medalla            | Prueba             |
| 2021               | Sochi (Rusia)        | Medalla de plata   | Sincronizado       |
| 2021               | Sochi (Rusia)        | Medalla de plata   | Equipo             |
| 2022               | Rímini (Italia)      | Medalla de plata   | Equipo             |
| 2024               | Guimarães (Portugal) | Medalla de bronce  | Sincronizado       |